# Lijst van vorsten in de Duitse Bond
Dit is een lijst van vorsten in de Duitse Bond (1815-1866). Ter volledigheid is bij elke eerste vorst het jaar van troonsbestijging en bij elke laatste het sterfjaar of jaar van abdicatie vermeld. Zie voor details het artikel Duitse Bond en de artikelen over de betreffende landen en vorsten.
Zie ook: Lijst van vorsten in het Duitse Keizerrijk.

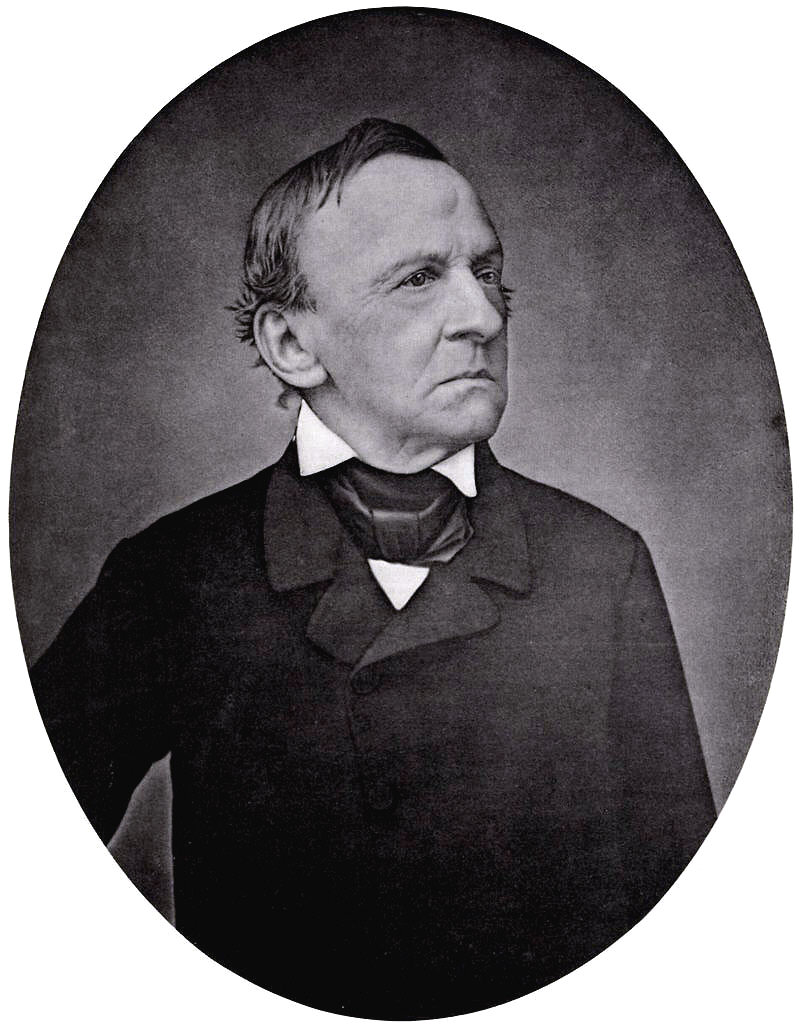
Lodewijk I, koning van Beieren

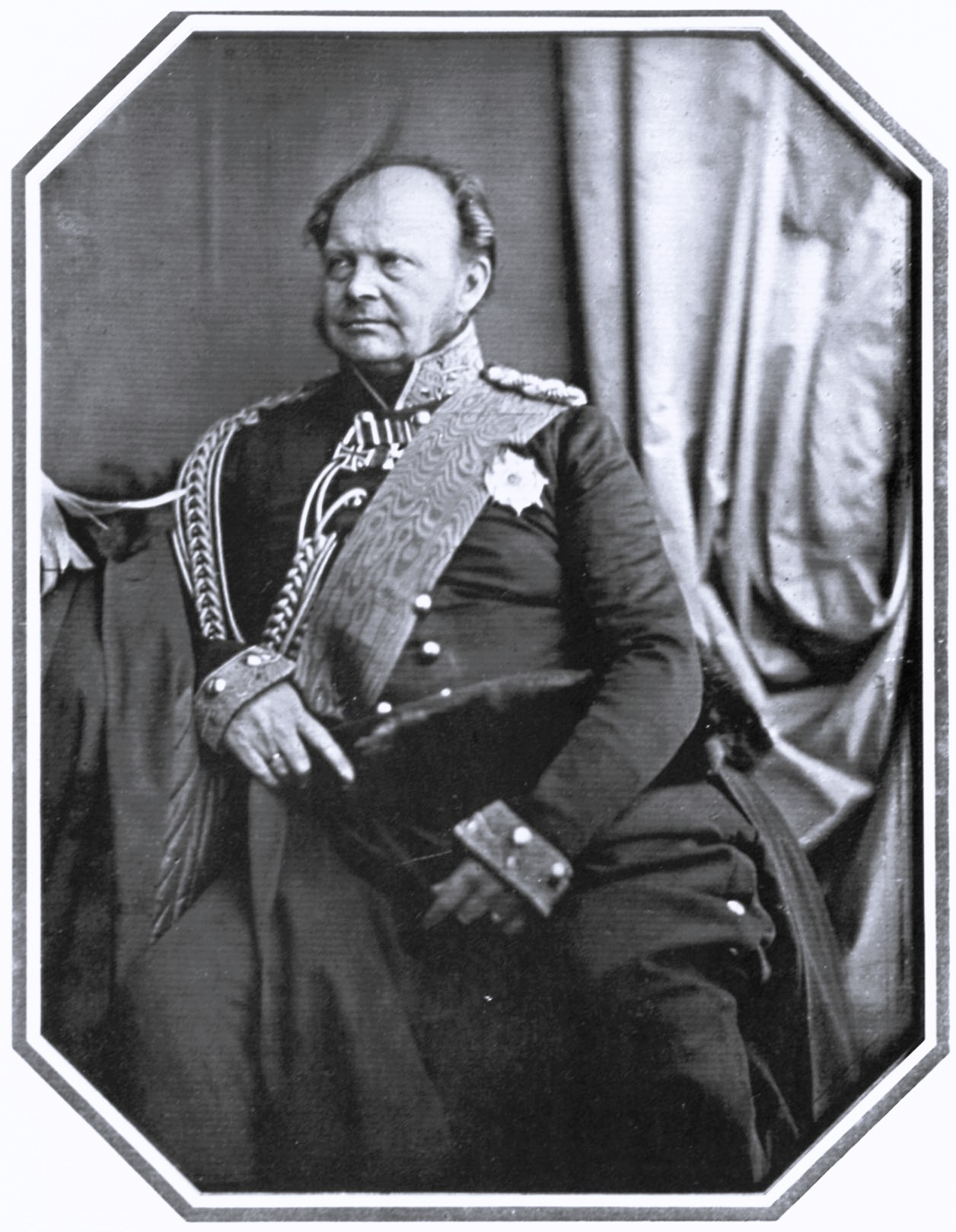
Frederik Willem IV, koning van Pruisen

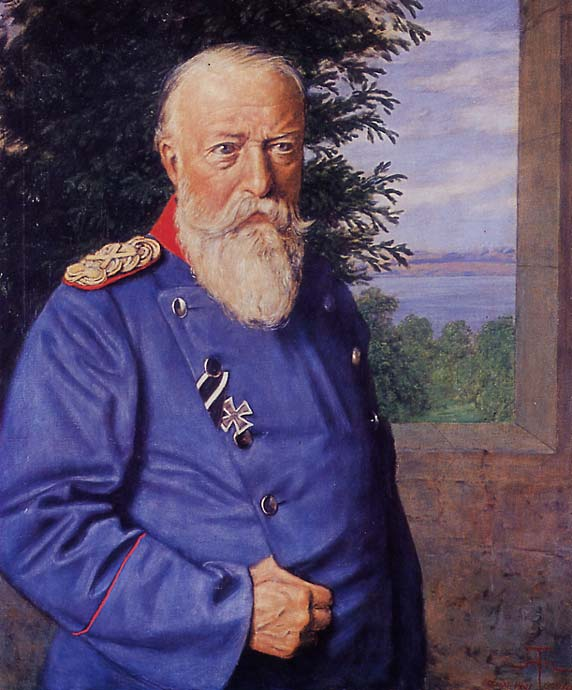
Frederik I, groothertog van Baden

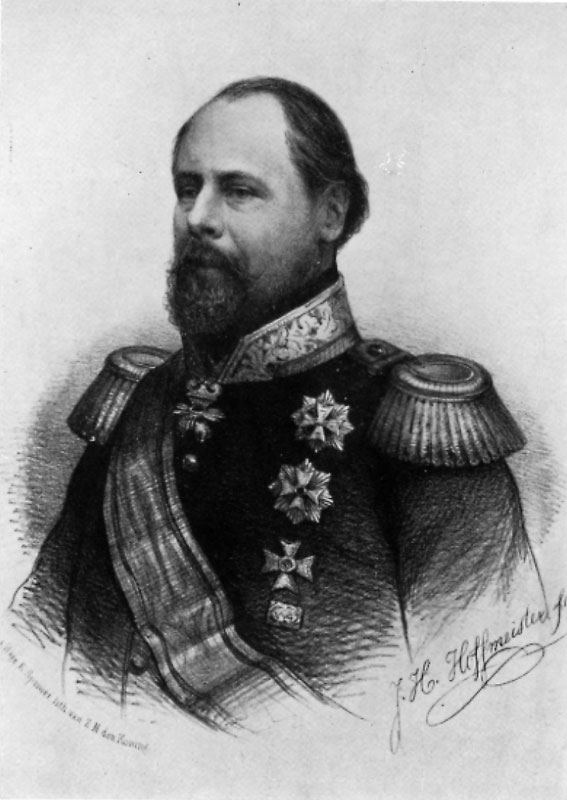
Willem III, groothertog van Luxemburg en hertog van Limburg

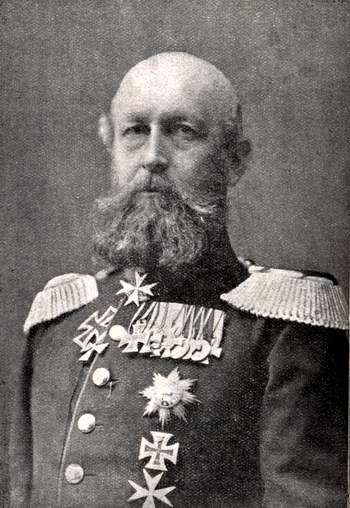
Frederik Frans II, groothertog van Mecklenburg-Schwerin

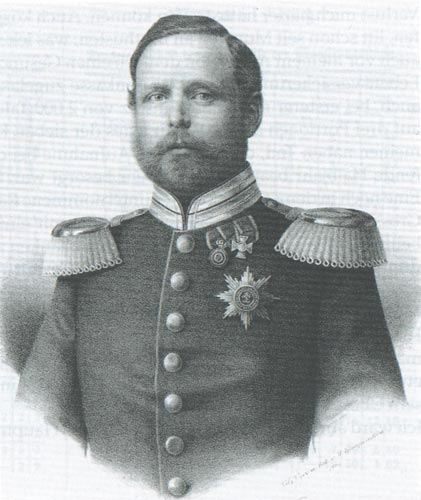
Peter II, groothertog van Oldenburg

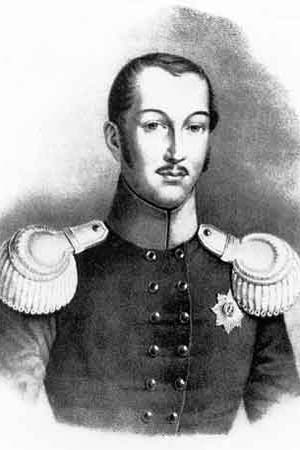
Alexander Karel, hertog van Anhalt-Bernburg

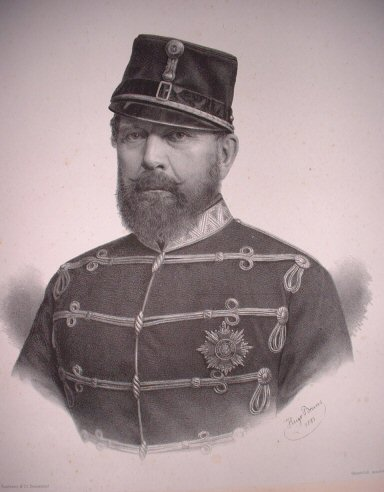
Willem, hertog van Brunswijk

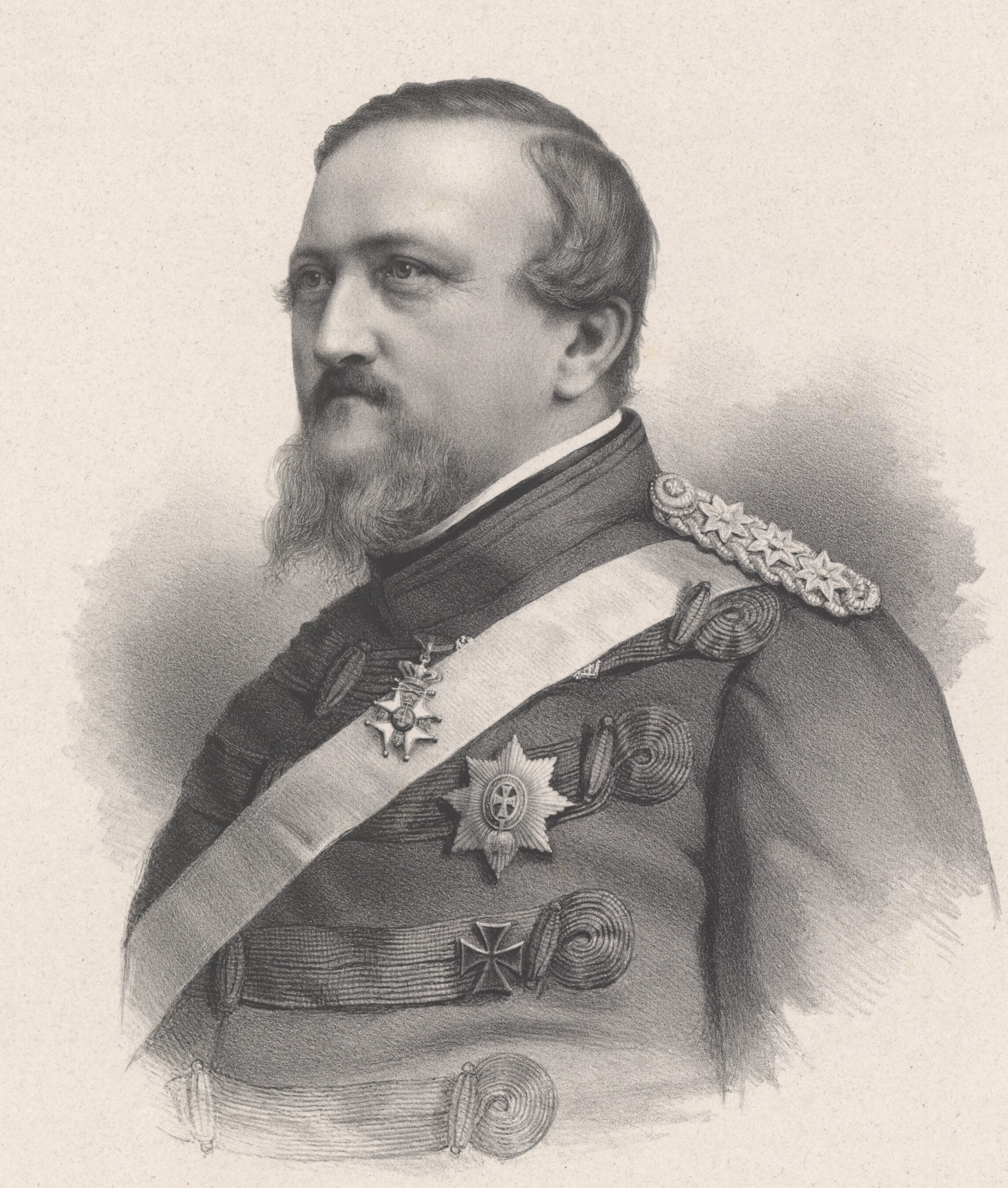
Frederik VII, hertog van Sleeswijk, Holstein en Lauenburg

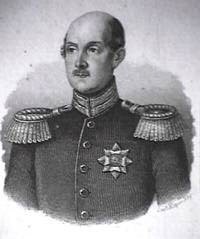
George, hertog van Saksen-Altenburg

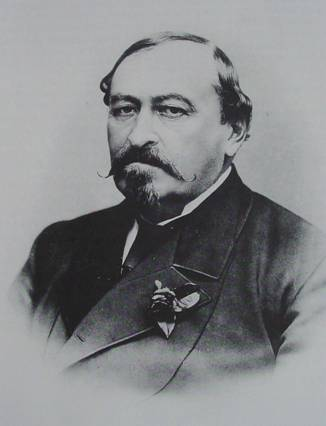
Ernst II, hertog van Saksen-Coburg en Gotha

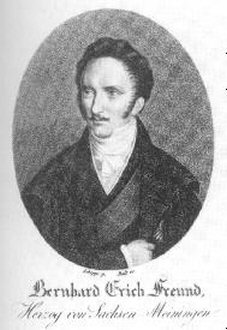
Bernhard II, hertog van Saksen-Meiningen

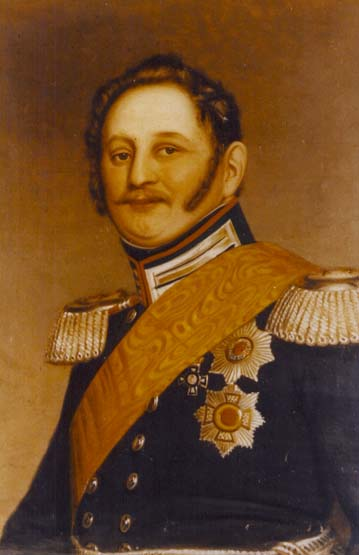
Constantijn, vorst van Hohenzollern-Hechingen

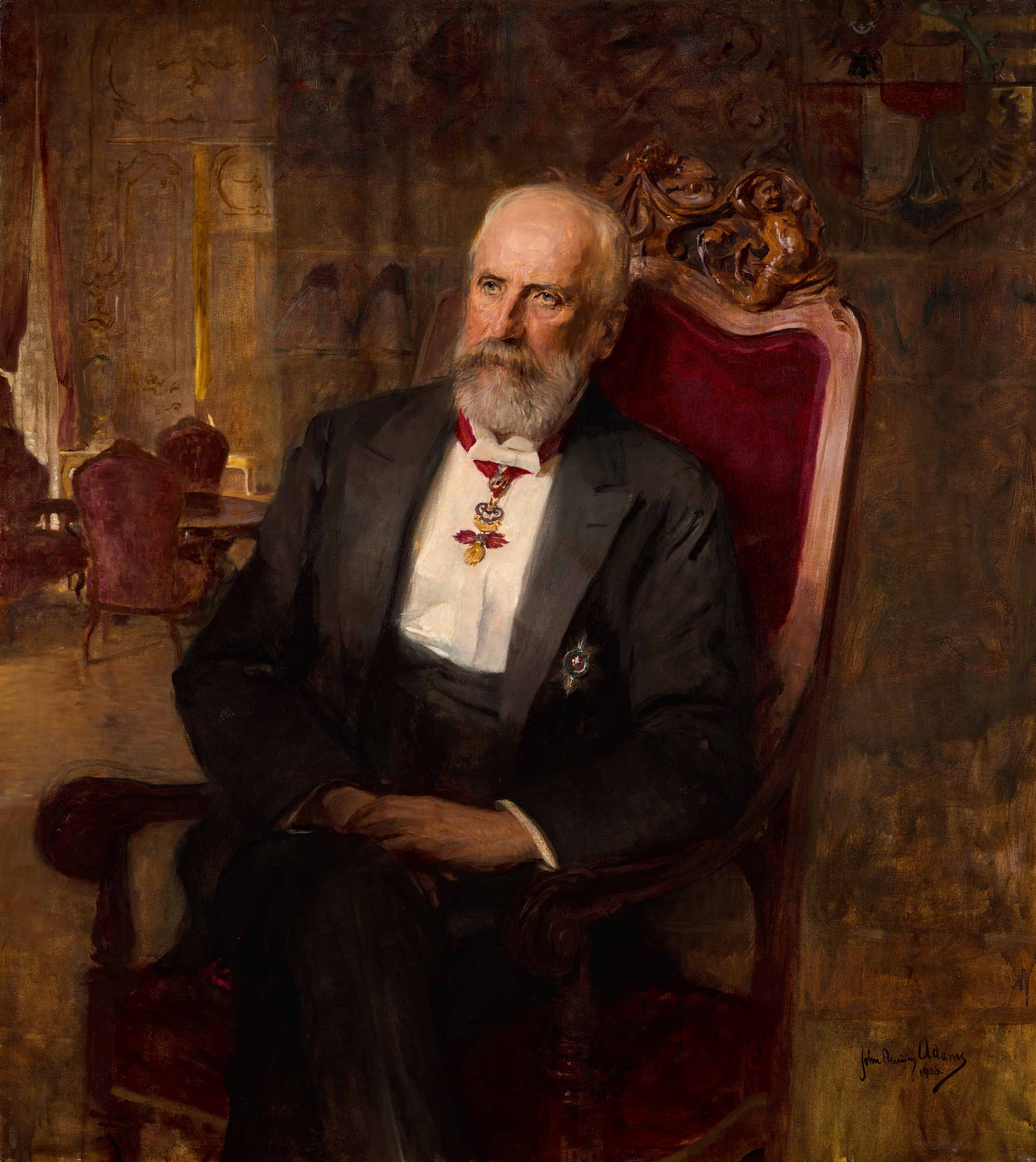
Johannes II, vorst van Liechtenstein

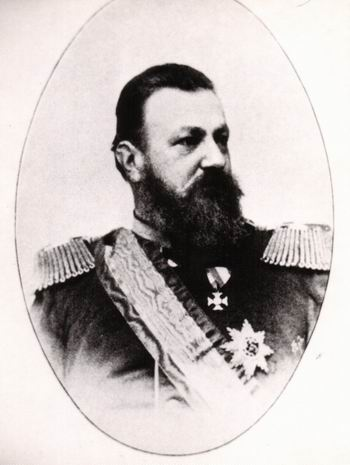
Hendrik XXII, vorst van Reuss oudere linie

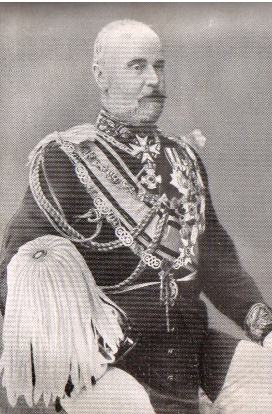
George Victor, vorst van Waldeck en Pyrmont

## Keizers

### Keizers vanOostenrijk(Habsburg)
- 1804-1835: Frans I
- 1835-1848: Ferdinand I
- 1848-1916: Frans Jozef I

## Koningen

### Koningen vanBeieren(Wittelsbach)
- 1806-1825: Maximiliaan I Jozef
- 1825-1848: Lodewijk I
- 1848-1864: Maximiliaan II
- 1864-1886: Lodewijk II

### Koningen vanHannover(Welfen)
- 1814-1820: George III
- 1820-1830: George IV
- 1830-1837: Willem IV
- 1837-1851: Ernst August I
- 1851-1866: George V

### Koningen vanPruisen(Hohenzollern)
- 1797-1840: Frederik Willem III
- 1840-1861: Frederik Willem IV
- 1861-1888: Wilhelm I

### Koningen vanSaksen(Wettin)
- 1806-1827: Frederik August I
- 1827-1836: Anton
- 1836-1854: Frederik August II
- 1854-1873: Johan

### Koningen vanWürttemberg(Württemberg)
- 1806-1816: Frederik I
- 1816-1864: Willem I
- 1864-1891: Karel I

K

## Groothertogen

### Groothertogen vanBaden(Zähringen)
- 1811-1818: Karel
- 1818-1830: Lodewijk I
- 1830-1852: Leopold
- 1852-1856: Lodewijk II
- 1856-1907: Frederik I

### Groothertogen vanLuxemburg(Oranje-Nassau)
- 1815-1840: Willem I
- 1840-1849: Willem II
- 1849-1890: Willem III

### Groothertogen vanMecklenburg-Schwerin(Obotriten)
- 1785-1837: Frederik Frans I
- 1837-1842: Paul Frederik
- 1842-1883: Frederik Frans II

### Groothertogen vanMecklenburg-Strelitz(Obotriten)
- 1794-1816: Karel II
- 1816-1860: George
- 1860-1904: Frederik Willem

### Groothertogen vanOldenburg(Holstein-Gottorp)
- 1785-1823: Peter Frederik Willem (hertog)
- 1823-1829: Peter I (hertog)
- 1829-1853: August
- 1853-1900: Peter II

### Groothertogen vanSaksen-Weimar-Eisenach(Wettin)
- 1815-1828: Karel August
- 1828-1853: Karel Frederik
- 1853-1901: Karel Alexander

## Keurvorsten

### Keurvorsten vanHessen-Kassel(Brabant)
- 1803-1821: Willem I
- 1821-1847: Willem II
- 1847-1866: Frederik Willem

## Hertogen

### Hertogen vanAnhalt(Ascaniërs)
- 1863-1871: Leopold IV Frederik

### Hertogen vanAnhalt-Bernburg(Ascaniërs)
- 1796-1834: Alexius Frederik Christiaan
- 1834-1863: Alexander Karel

### Hertogen vanAnhalt-Dessau(Ascaniërs)
- 1751-1817 Leopold III Frederik Frans
- 1817-1853 Leopold IV Frederik

### Hertogen vanAnhalt-Dessau-Köthen(Ascaniërs)
- 1853-1863: Leopold IV Frederik

### Hertogen vanAnhalt-Köthen(Ascaniërs)
- 1812-1818 Lodewijk August
- 1818-1830 Ferdinand Frederik (linie Anhalt-Köthen-Pleß)
- 1830-1847 Hendrik

### Hertogen vanBrunswijk(Welfen)
- 1813-1815: Frederik Willem
- 1815-1831: Karel II
- 1831-1884: Willem

### Hertogen vanHolstein(Oldenburg)
- 1808-1839: Frederik VI
- 1839-1848: Christiaan VIII
- 1848-1863: Frederik VII
- 1863-1864: Christiaan IX

### Hertogen vanLauenburg(Oldenburg/Hohenzollern)
- 1815–1839: Frederik I
- 1839–1848: Christiaan I
- 1848–1863: Frederik II
- 1863–1864: Christiaan II
- 1865–1876: Wilhelm I

### Hertogen vanLimburg(Oranje-Nassau)
- 1839-1840: Willem I
- 1840-1849: Willem II
- 1849-1866: Willem III

### Nassau-Usingen)
- 1806-1816: Frederik August (hertog) en Frederik Willem (vorst)
- 1816-1839: Willem
- 1839-1866: Adolf

### Hertogen vanSaksen-Altenburg(Wettin)
- 1826-1834: Frederik
- 1834-1848: Jozef
- 1848-1853: George
- 1853-1908: Ernst I

### Hertogen vanSaksen-Coburg en Gotha(Wettin)
- 1826-1844: Ernst I
- 1844-1893: Ernst II

### Hertogen vanSaksen-Coburg-Saalfeld(Wettin)
- 1806-1826: Ernst

### Hertogen vanSaksen-Gotha-Altenburg(Wettin)
- 1804-1822: August
- 1822-1825: Frederik IV

### Hertogen vanSaksen-Hildburghausen(Wettin)
- 1780-1826: Frederik

### Hertogen vanSaksen-Meiningen(Wettin)
- 1803-1866: Bernhard II

## Landgraven

### Landgraven vanHessen-Homburg(Brabant)
- 1815-1820: Frederik V
- 1820-1829: Frederik VI
- 1829-1839: Lodewijk
- 1839-1846: Filips
- 1846-1848: Gustaaf
- 1848-1866: Ferdinand

## Vorsten

### Vorsten vanHohenzollern-Hechingen(Hohenzollern)
- 1810-1838: Frederik
- 1838-1869: Constantijn

### Vorsten vanHohenzollern-Sigmaringen(Hohenzollern)
- 1785-1831: Anton Aloysius
- 1831-1848: Karel
- 1848-1849: Karel Anton

### Vorsten vanLiechtenstein(Liechtenstein)
- 1805-1836: Johannes I Jozef
- 1836-1858: Alois II
- 1858-1929: Johannes II

### Vorsten vanLippe(Lippe)
- 1802-1851: Leopold II
- 1851-1875: Leopold III

### Vorsten vanReuss-Ebersdorf(Reuss)
- 1806-1822: Hendrik LI
- 1822-1848: Hendrik LXXII

### Vorsten vanReuss jongere linie(Reuss)
- 1848-1854: Hendrik LXII
- 1854-1867: Hendrik LXVII

### Vorsten vanReuss-Lobenstein(Reuss)
- 1805-1824: Hendrik LIV

### Vorsten vanReuss-Lobenstein-Ebersdorf(Reuss)
- 1824-1848: Hendrik LXXII

### Vorsten vanReuss oudere linie(Reuss)
- 1800-1817: Hendrik XIII
- 1817-1836: Hendrik XIX
- 1836-1859: Hendrik XX
- 1859-1902: Hendrik XXII

### Vorsten vanReuss-Schleiz(Reuss)
- 1806-1818: Hendrik XLII
- 1818-1854: Hendrik LXII

### Vorsten vanSchaumburg-Lippe(Schaumburg-Lippe)
- 1807-1860: George Willem
- 1860-1893: Adolf I George

### Vorsten vanSchwarzburg-Rudolstadt(Schwarzburg)
- 1807-1867: Frederik Günther
- 1867-1869: Albert

### Vorsten vanSchwarzburg-Sondershausen(Schwarzburg)
- 1794-1835: Gunther Frederik Karel I
- 1835-1880: Gunther Frederik Karel II

### Vorsten vanWaldeck-Pyrmont(Waldeck)
- 1813-1845: George II
- 1845-1893: George Victor